# Brandsen
Brandsen es una ciudad, cabecera del partido homónimo, en la provincia argentina de Buenos Aires, en el cruce vial de la Ruta Provincial 210, la Ruta Provincial 215, y el nacimiento de la Ruta Provincial 29.

## Población
Cuenta con 19,877 habitantes (Indec, 2010), lo que representa un incremento del 18,8% frente a los 16,732 habitantes (Indec, 2001) del censo anterior.
| Gráfica de evolución demográfica de Brandsen entre 1960 y 2010 |
|                                                                |
| Fuentes: INDEC                                                 |

## Síntesis histórica
En 1865, el Ferrocarril del Sud instala en terrenos de Pedro Ferrari una estación ferroviaria a la que denominará "Ferrari", a modo de agradecimiento por la donación de tierras para la instalación de ella. Inmediatamente, se instala del lado este de la vía el almacén de Pedro Hita y Menditte, lo que dará comienzo a un movimiento alrededor de la estación. 
Hacia noviembre de 1872, varios vecinos de los campos de la zona solicitan al gobernador Mariano Acosta la creación de un nuevo partido, con tierras que hasta entonces pertenecían al territorio de los partidos de Ensenada y Ranchos. El 21 de octubre de 1875 se aprueba dicha solicitud, mediante la ley provincial N.º 994, por lo que se crea el Partido de Brandsen.
El proyecto inicial para la creación de este nuevo partido se había aprobado con grandes modificaciones; el territorio era el doble de lo proyectado e incluyó dos pueblos: Jeppener y General Bolívar, este último, en pleno desarrollo urbanístico e importante nudo ferroviario. Pero a pesar de eso, el naciente partido carecía de una localidad de cabecera, que fuera asiento de las nuevas autoridades. Es por este motivo que Ferrari vio oportuna la organización de un loteo en sus tierras, y encargó al agrimensor Julio C. Serna la confección de un plano para la creación de un pueblo frente a la estación ferroviaria que llevaba de su apellido. 
Dicho plano fue enviado a las autoridades provinciales el 10 de diciembre de 1875, el cual fue rechazado por el Departamento de Ingenieros de la provincia, mediante un informe fechado el 28 de enero de 1876, por no haber señalado en él al arroyo y la cañada de Paraguayo Justo (hoy, Canal Belgrano), a fin de no denotar la insuficiente calidad del terreno para la fundación de un centro de población, en especial por sus bajos terrenos y sus características hidrográficas.

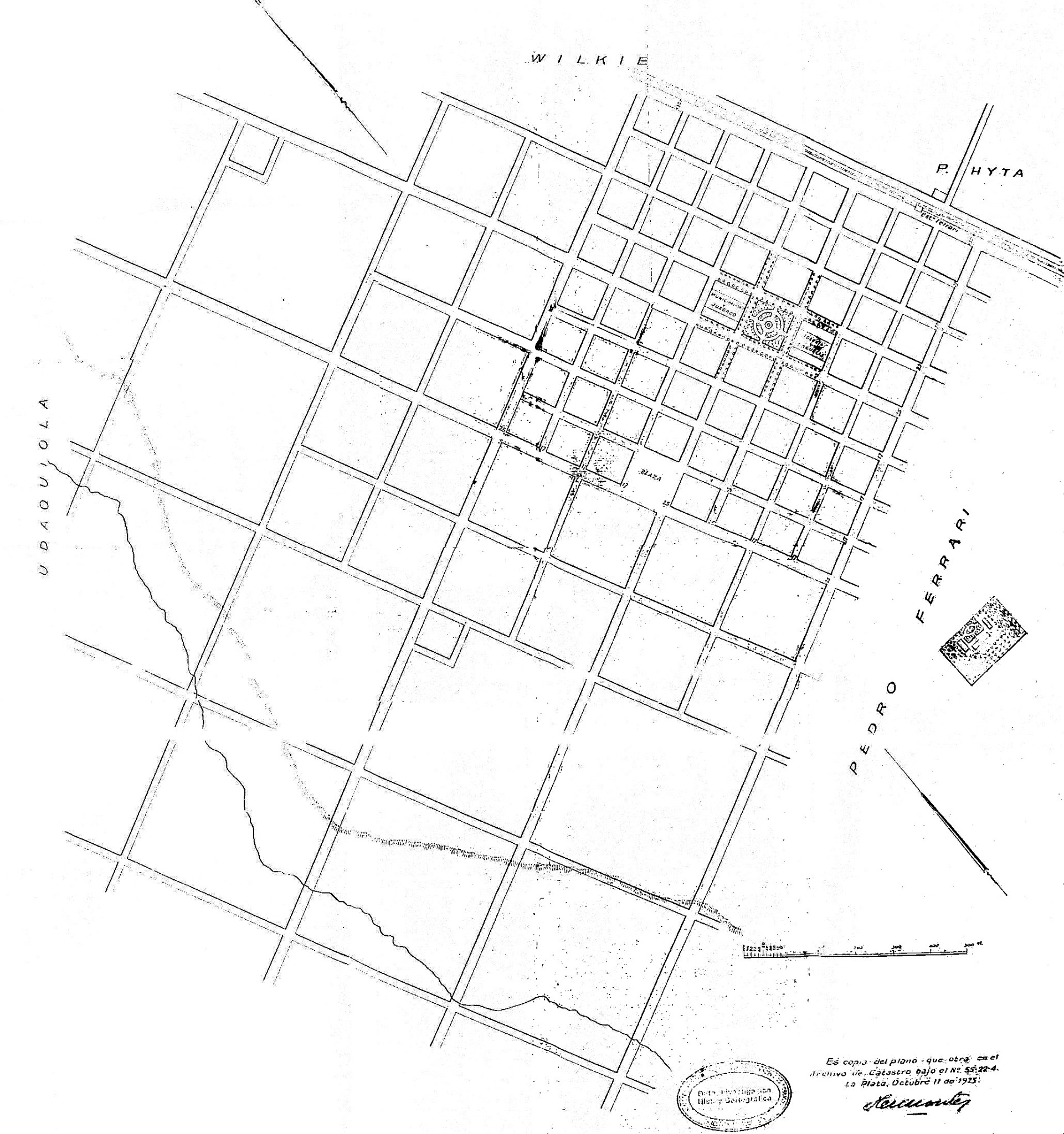
Plano de la localidad de Brandsen a inicios del.

Rechazado este primer proyecto, Ferrari encomendó al afamado agrimensor Germán Khur la realización de un nuevo plano, observando las correcciones realizadas por el Departamento de Ingenieros. Este nuevo proyecto contemplaba sesenta y cuatro manzanas de aproximadamente ciento dieciséis varas (unos 97 metros) de lado, dispuestas en damero con líneas de ocho, con dos manzanas destinadas a plazas públicas y amplios bulevares circundando la plaza central, en la manzana sudeste de ella un terreno de 50 por 100 metros, reservado a escuela y templo y, enfrente, otro de las mismas dimensiones reservado para la municipalidad, por lo que se creaba el centro cívico de la futura ciudad.
El 17 de mayo, el Departamento de Ingenieros eleva el informe al gobernador Casares y aconseja aprobar el plano, y el 22 de junio de 1876, por resolución del Poder Ejecutivo provincial, es aprobada la traza con el nombre de "Pueblo Brandzen", quedando fundada la nueva localidad destinada a ser cabecera del partido homónimo.

## Toponimia
El proyecto de pueblo que fundaría Pedro Ferrari fue denominado por él Brandsen para su elección, que se aprobó el 22 de junio de 1876. Ferrari denominó al pueblo con el nombre del partido del cual era juez de paz.

## ¿Brandsen o Coronel Brandsen?
No existe en el nombre del partido o la ciudad cabecera el nombre de Brandsen con su rango militar, salvo en la estación del ferrocarril, que, al momento de fundarse el pueblo, en 1876, llevaba la denominación de Ferrari, en honor al donante de los terrenos para su instalación. En 1888 y 1917, la Dirección Nacional de Ferrocarriles propuso y el PE decretó el cambio por el nombre del pueblo con el objeto unificar los nombres de las dos estaciones ferroviarias que funcionaban en un mismo predio. La nueva denominación para la estación Ferrari, según lo resuelto por el gobierno, era "Coronel Brandsen".

## Barrios
- Las Mandarinas
- La Dolly
- El Chañar
- República
- Matadero
- Parque
- Bajo Belgrano
- La Manzana
- Los Tilos
- Los Pinos
- Procasa
- Familia Propietaria
- Los Aromos
- Mendizábal
- Infanta Isabel
- Las Higueras
- Los Naranjos
- La Tablita
- Las Américas
- La Parada
- El Soñado
- Santa Rita
- La Trocha
- Malvinas
- La Cañada
- El Chañar II
- Terranova
- Los Olivos
- El Molino

## Countries, barrios cerrados y clubes de campo
- Altos de Brandsen
- Estancia Las Malvinas

## Plazas y parques
- Plaza Brandsen (principal)
- Plaza Hipólito Yrigoyen (ex Humberto Primo)
- Plaza Bicentenario
- Plaza Independencia (Los Pinos)
- Plaza Héctor Ygounet (La Dolly)
- Plaza Elvio González (Las Mandarinas)
- Plaza Manuel Belgrano (Los Tilos)
- Plaza Las Higueras
- Plazoleta "Pancho" Alcuaz
- Plazoleta Islas Malvinas
- Plazoleta Presidente Perón
- Parque Biosaludable
- Plazoleta excombatientes de Malvinas (estación de ferrocarril)
- Plaza Roca
- Plaza de Los Inventores (Barrio La Dolly 2)
- Plazoleta Dr. Pascual Battafarano (Barrio La Dolly).

## Accesos viales

Paso a nivel Brandsen ruta 215.

La distancia hasta Brandsen desde el Congreso de la Nación Argentina en Buenos Aires ("km cero") es de 68 km, por cualquier acceso. Se encuentra a 40 km de la capital provincial La Plata.
- Desde Buenos Aires:

-Se llega a Brandsen por la Autopista Buenos Aires - La Plata, y luego la Autovía Provincial 2. En el "km 58" "Distribuidor Ángel Etcheverry" a la derecha (señal de Brandsen), por la RP 215 20 km, hasta el acceso a Brandsen.
- Desde el Gran Buenos Aires:

-Por la Autopista Ezeiza - Camino de Cintura RP 4, se va hasta la 2.ª rotonda, se empalma la RP 210 y se llega a Brandsen.
-Por Av. Hipólito Yrigoyen, y RP 210 hasta el acceso a Brandsen.
- Desde La Plata:

-Avenida 44 (Luego RP 215), hacia el oeste hasta Brandsen.
- Desde Mar del Plata o el Partido de la Costa:

-Desde Mar del Plata: Por la Autovía 2 hasta el km. 58 (el Distribuidor Ángel Etcheverry), luego se toma el desvío a la derecha (señal a Brandsen), luego se sigue por la Ruta Provincial 215 hasta llegar a Brandsen.
-Desde el Partido de la Costa: Por RP 11 hasta la rotonda con la RP 63, luego se sigue por esta última hasta llegar al final de su tramo en Dolores, y luego sigue por la Autovía 2 (sentido al Gran Buenos Aires), después sigue por el tramo mencionado arriba.
- Desde San Miguel del Monte y RN 3:

-Por RP 215, hasta Brandsen.
- Desde Ranchos y RP 20 o General Belgrano y RP 41:

-Por RP 29, hasta Brandsen.

## Infraestructura y equipamiento urbano

### Servicios
- Electricidad: El servicio eléctrico se encuentra desde el año 1992 a cargo de la empresa distribuidora EdeLaP S.A., perteneciente a AES Corporation.

- Agua: El servicio de agua corriente es suministrado por la Cooperativa de Agua Brandsen

- Gas: El servicio de gas natural es suministrado por Camuzzi Gas Pampeana S.A. Esta concesión fue adjudicada a la empresa en diciembre de 1992 como parte de la de la privatización de Gas del Estado.

- Telefonía: El servicio de telefonía pública lo brinda Telefónica de Argentina, filial del grupo español Telefónica en Argentina. La telefonía celular es brindada por 3 empresas: Movistar, Claro y Nextel.

- Cloacas: Actualmente gran parte de la ciudad dispone de este servicio, pero no abarca la totalidad del área urbana.

- Internet: El servicio de Internet lo brinda Telefónica con Speedy, además de otras PyMEs de la ciudad como Blunet y Planet

- Cable: El servicio de Cable lo brinda Multimedios Brandsen y, de forma satelital, DirecTV.

### Salud
La ciudad cuenta con el Hospital Municipal Francisco Caram, ubicado en el kilómetro 1 de la RP 29. Tiene una cooperadora para la adquisición de equipamiento hospitalario. Asimismo, hay dos centros de atención primaria de la salud, dependientes de la Secretaría de Salud municipal, ubicados en los barrios Las Mandarinas y La Dolly.
También cuenta con el Instituto Médico Brandsen (privado), ubicado en el centro de la ciudad.

## Educación
La ciudad cuenta con seis escuelas primarias públicas:
- Escuela Primaria 1 "Bartolomé Mitre"
- Escuela Primaria 8 "Presidente Luis Sáenz Peña"
- Escuela Primaria 10 "Domingo Faustino Sarmiento"
- Escuela Primaria 17 "Coronel Carlos F. de Brandsen"
- Escuela Primaria 18 "Independencia Nacional"
- Escuela Primaria 19 "Maestros Rurales Argentinos"

Y cinco escuelas secundarias:
- Escuela de Educación Secundaria 1 "Dr. Gustavo Martinez Zuviria"
- Escuela de Educación Secundaria Técnica 1 Brandsen.
- Escuela de Educación Secundaria 8
- Escuela de Educación Secundaria 9
- Escuela de Educación Secundaria 10

Además hay cuatro instituciones educativas privadas:
- Escuela Santa Rita de Cascia  e Instituto Santa Rita de Casia (Primaria y secundaria respectivamente). (religiosa)
- Escuela Primaria Los Olivos (religiosa)
- Instituto Federico Brandsen. Primaria y secundaria.
- Escuela Ayres de Brandsen. Primaria y secundaria.

Además cuenta con un instituto terciario:
- Instituto Superior de Formación Docente y Técnica N° 49

## Transporte
Los medios de transporte públicos son:
- EL TREN en la Estación Coronel Brandsen:

| Servicios desde/a                | Empresa Operadora             | Frecuencia             |
| -------------------------------- | ----------------------------- | ---------------------- |
| Alejandro Korn/Chascomús         | Trenes Argentinos Operaciones | 4 diarios. Por sentido |
| Plaza Constitución/Mar del Plata | Trenes Argentinos Operaciones | Una diaria por sentido |

- LOS MICROS:

| Línea   | Empresa propietaria        | Cabeceras                                                                              |
| ------- | -------------------------- | -------------------------------------------------------------------------------------- |
| 51      | Empresa San Vicente S.A.T. | Constitución-Rotonda Burzaco e intermedias                                             |
| 290     | Unión Platense S.R.L.      | La Plata, Loma Verde, Monte, Las Flores, Azul, Olavarría. Gral. Lamadrid e intermedias |
| 388     | Empresa San Vicente S.A.T. | Alejandro Korn y Domselaar                                                             |
| 340     | Unión Platense S.R.L.      | La Plata, Jeppener, Ranchos, Villanueva y Gral. Belgrano                               |
| 500     | Empresa Santa Rita         | Brandsen, Jeppener, Altamirano y Gómez                                                 |
|         | Jetmar                     | La Plata-Bahía Blanca e intermedias                                                    |
|         | Vía Tac                    | Necochea, Bahía Blanca e intermedias                                                   |
| Charter | Empresa Santa Rita         | Brandsen-Obelisco                                                                      |

## Deporte
En Brandsen existen 7 clubes deportivos los cuales se practican diferentes deportes:
- Club Atlético y Progreso (Fútbol, hockey, rugby, tenis, básquet, Patinaje, y taekwondo)
- Club Las Mandarinas (Fútbol, hockey, boxeo)
- Club Los Pinos (Fútbol)
- Club El Indio (Fútbol)
- Club Social y Deportivo Brandsen (Patinaje y Handball)
- Los Mochitos(Equipo de Pato)
- Ciclistas de Brandsen (ACCB): entidad deportiva -fundada el 25 de marzo de 2019- dedicada al fomento del ciclismo recreativo y competitivo, el campo de deportes de la ACCB está ubicado sobre la Ruta 210. En el ámbito de la Asociación Civil Ciclistas de Brandsen funciona la Escuela Infantil de Ciclismo, una de las pocas de Argentina. Ciclistas que integran y surgieron del club de ciclistas de Brandsen han obtenido grandes logros a nivel nacional. En 2022 la ciclista Emilia Ocariz obtuvo el Campeonato Argentino Juvenil de Rural Bike en Santiago del Estero, en la misma fecha Araceli Bureaux logró el subcampeonato nacional de la categoría Élite. En noviembre de 2022 Emilia Ocariz logró el Campeonato Juvenil Argentino de Rally Endurance que se disputó en Balcarce. En 2023 Araceli Bureaux se llevó el segundo puesto de la categoría mujeres entre 19 y 29 años del Gran Fondo de Argentina sobre una distancia de 90 km. Emilia Ocariz obtuvo el segundo puesto en la categoría juvenil del Gran Fondo Buenos Aires 2023.

También se realiza las competiciones de TC Biplaza y otras competiciones menores, en el Autódromo "Ciudad de Brandsen", circuito denominado Francisco "Pancho" Alcuaz.

## Medios de Comunicación
En la ciudad, se encuentran los diferentes medios de todo el partido:
- Multimedios Brandsen (Canal 5 - Blunet (internet) - Video Cable - Radio 90.7) http://estacionradio.com.ar/ Archivado el 2 de septiembre de 2019 en Wayback Machine.
- NB Noticias Brandsen Archivado el 26 de julio de 2018 en Wayback Machine. (Toda la información de lo que pasa en Brandsen, en un solo lugar)
- FM Vos (95.5 MHz)
- FM Brandsen (89.9)
- Semanario Tribuna
- Radio Coronel Brandsen: Rock de acá, primera radio en línea en el partido de Coronel Brandsen, que transmite solo rock nacional y está disponible en Play Store.
- Radio Jeppener Rock es la primera radio en la ciudad de Jeppener; se puede escuchar en línea y con aplicación
- Infobrandsen(primer portal informativo de la ciudad, más de 10 años en línea)
- Detrás de la Noticia DLN, noticias de Brandsen y la región)

## Industria
La ciudad de Brandsen cuenta con diversas Pymes de distintos ramos, como la firma Dixilina, de capitales nacionales y dedicada a la fabricación de thinners y diluyentes para pinturas y Taxonera, también de capitales nacionales, dedicada a la producción de materias primas para repostería.

## Personalidades
- Juan Martín Coggi, "Látigo", exboxeador, entrenador.
- Sebastián Saja, "Chino" futbolista.
- Tamara Castro, cantante folclórica (fallecida).
- Andrés Cepeda (fallecido), poeta.
- Carolina Amoroso, periodista.
- Guillermo Favale, periodista.
- Francisco Alcuaz, piloto de automovilismo.

## Festivales
- Festival del Canto y la Danza: se lleva a cabo el 1.er fin de semana de enero, y es el festival folklórico gratuito más importante de la región. Actúan artistas locales, regionales y nacionales. Plaza Hipólito Yrigoyen.
- Desfile de Carnaval Brandsen: los fines de semana de febrero, con entrada gratuita. Desfiles de comparsas, carrozas, murgas, etc. Gastronomía y feria artesanal.
- Santa Rita de Brandsen: en mayo, Brandsen tiene sus honras a su patrona Santa Rita de Brandsen, la abogada de los casos desesperados e imposibles. En 1896 se abre el templo de su advocación. Cada 22 de mayo se celebra el día de la patrona en la ciudad.
- En octubre, se desarrollan varias actividades, referidas a la fecha de creación del partido, como la exposición rural ('ExpoBrandsen'), la exposición técnica del Colegio Industrial N.º 1; el aniversario de la creación del partido es el 21 de octubre.
- En noviembre, se lleva a cabo la Semana de la Cultura, organizada por la Dirección de Cultura del municipio (actuaciones del coro municipal, taller de danzas; exposiciones de platería, cestería, pintura, banda de música Miguel Di Piazza, etc.)
- En diciembre, se realiza la muestra musical de la escuela de músicos "Music Oss", llevada a cabo por su director, el señor Jorge Oss. En ella participan todos los alumnos de la escuela. La entrada es paga.
- También en diciembre se presenta el Coro Municipal en la iglesia Santa Rita. La entrada es libre.

## Cultos
- Parroquias Santa Rita de Brandsen, Santa Teresa del Niño Jesús[6]

Además, hay presencia de numerosas congregaciones protestantes en sus múltiples vertientes.